# 凯瑟琳·塔特
凯瑟琳·珍·福特（英語：Catherine Jane Ford，1968年5月12日—）或稱藝名凯瑟琳·塔特（英語：Catherine Tate），英格兰女演员、作家和喜剧演员，生于伦敦。她凭借喜剧小品系列《凯瑟琳·塔特秀》赢得多个奖项。之后，塔特在科幻電視劇《神秘博士》2006年圣诞节特辑饰演了當娜·諾布，并在2008年系列4中复演博士助手。